# Günter Nagel (Landschaftsarchitekt)
Günter Nagel (* 2. Februar 1936 in Dresden; † 24. November 2020 in Hannover) war ein deutscher Landschaftsarchitekt und Hochschullehrer.

## Leben
Günter Nagel wurde am 2. Februar 1936 in Dresden geboren. Sein Abitur legte er an der dortigen Kreuzschule ab. Von 1954 bis 1956 absolvierte er eine Gärtnerlehre. Weiterhin in Dresden, sammelte er im Anschluss bis 1957 Berufspraxis als Landschaftsgärtner. Von 1957 bis 1961 studierte er Garten- und Landschaftsgestaltung an der im sowjetischen Sektor gelegenen Humboldt-Universität zu Berlin bei Georg Pniower und Willy Kurth. Als er im Sommer 1961 an der HU alle Prüfungen abgelegt hatte, siedelte er – einer Vorahnung einschneidender Veränderungen politischer Natur folgend – umgehend nach West-Berlin über. Die Aushändigung der Diplom-Urkunde wurde ihm daraufhin von der HU verweigert. Nagel konnte der Technischen Universität im Westen mittels vorliegenden Studienbuches und ergänzender Prüfungsgespräche seinen abgeschlossenen Ausbildungsstand darlegen und erhielt ein Diplom von der TU und wurde Wissenschaftlicher Mitarbeiter bei Hermann Mattern am Institut für Gartenkunst und Landschaftsbau. Im Rahmen dieser von 1962 bis 1970 dauernden Beschäftigung entwickelte Nagel in seiner Anfangszeit mit verschiedenen Diplomanden sowohl eine Landschaftsbauplanung für Marl/Westfalen als auch für Ratzeburg.
Ab 1970 erhielt er Lehraufträge für Landschaftsarchitektur an der TU Berlin, der Hochschule der Künste Berlin und der TU Braunschweig. Im selben Jahr eröffnete er das „Büro für Landschaftsbau Prof. G. Nagel“. Die von Mattern begonnenen Planungen für die Umgebungsbepflanzung der im Bau befindlichen Staatsbibliothek der Stiftung Preußischer Kulturbesitz in Berlin-Tiergarten beendete und realisierte Nagel nach Matterns Tod im Jahre 1971 in den beiden Folgejahren.
Von 1974 bis 1977 war Nagel Professor für Landschaftsarchitektur und ökologische Planungsgrundlagen an der Hochschule der Künste Berlin. Nach seinen Plänen wurden von 1975 bis in die 1980er Jahre hinein die Innenhöfe und Außenanlagen – Wege, Pflanzen, Terrassen, Sitzstufen, Fahrradplätze usw. – der Institute für Mathematik, Physik und Elektrotechnik der Technischen Universität Berlin gestaltet. Auch für die Fachhochschule Hildesheim und die Universität Hannover hatte er über längere Zeiträume laufende Außengestaltungsaufträge. 1977 folgte er dem Ruf für eine ordentliche Professur für Grünplanung und Gartenarchitektur an die Universität Hannover. Seine Forschungsschwerpunkte waren: Grundlagen der Entwicklung von allgemeinen und speziellen Grünräumen, Stadtentwicklung und Stadterneuerung. Von 1986 bis 1988 war er Universitäts-Vizepräsident. Er übte innerhalb der Universität weitere verschiedene Funktionen aus, darunter im Fachbereichsrat des FB Landespflege/Landschaftsarchitektur und Umweltentwicklung, in der Bibliothekskommission und der Kommission für internationale Hochschulangelegenheiten. Im März 2001 wurde er emeritiert. Seine Nachfolge an der Leibniz Universität Hannover trat 2002 der Landschaftsarchitekt Udo Weilacher an.
Für die Vielfältigkeit seiner Einsatzbereiche sprechen folgende Beispiele: An der Konzeption für eine Bewerbung für die Ausrichtung der Olympischen Sommerspiele 2004 in Hamburg beteiligte er sich 1988/89 in Form von Kartenmaterial, Skizzen, Luftaufnahmen und Ähnlichem. Ein Planungsgutachten zur Bären- und zur Elefantenanlage im Zoo Hannover 1989/90 betreute er als Co-Projektleiter. 1997/98 entwickelte er ein umfassendes Konzept für die Bundesgartenschau 2009 in Schwerin.
1995 bildete er zusammen mit Christoph Schonhoff eine Bürogemeinschaft. Das Archiv der Akademie der Künste hält über 8000 Architekturpläne zur Einsichtnahme bereit. Günter Nagels Schriftgut wird im Archiv der TIB/Universitätsarchiv Hannover aufbewahrt.

## Maxime
In seinen Positionen zeitgenössischer Landschaftsarchitektur, einem Vortrag, gehalten beim Symposion „Das künstliche Paradies – Gartenkunst im Spannungsfeld von Natur und Gesellschaft“ (1996, gedruckt 1997), legte er dar, welchen drei Aspekten jedes Werk der Gartenkunst und Landschaftsarchitektur zu genügen habe. Als erstes wäre da der Nutzungsaspekt, das heißt die soziale Funktion, darunter fallen einerseits Obstbäume, Gemüsebeete und Zierpflanzen, andererseits Spiel- und Erholungsmöglichkeiten, Naturerleben oder auch Gartentherapie. Der zweite Aspekt lautet Ökologieaspekt, das heißt die Beziehungen zur Biosphäre, welcher das Zusammenspiel von Boden, Klima, Pflanzen, Tieren, Mikroorganismen und Menschen berücksichtigt. Aspekt Nummer drei ist die Gestalt. Hier geht es um Form, Stil, Schönheit, Ästhetik, Gartenkunst. Die Aufgabe bestehe darin, „den Nutzungsaspekt und den ökologischen Aspekt zu einer prägnanten Gestalt zu führen“.

## Werke (Auswahl)
Sofern nur die Gebäude aufgeführt sind, handelt es sich tatsächlich um deren funktionales und ästhetisches Umfeld (Begrünungen, Sitzgelegenheiten usw.).

### Landschaftsplanungen
- 1962/63: Landschaftsaufbauplanung, Marl/Westfalen
- 1964/65: Landschaftsaufbauplanung, Ratzeburg
- 1972/73: Landschaftsrahmenplan Gießen-Wetzlar (mit Jürgen Dirk Zilling)
- 1976/77: Landschaftsplan Nördliche Okeraue, Braunschweig
- 1991/92: Umweltverträglichkeitsprüfung zum Ausbau der unteren Hunte
- 1993/94: Rahmenplanerisches Gesamtkonzept/Landschaftsplan, Burgdorf
- 2001: Landschaftspflegerischer Begleitplan, Barsinghausen

### Städtebauliche Planungen
- 1974/75: Freiraumkonzept für das Sanierungsgebiet Berlin-Kreuzberg (mit Jürgen Dirk Zilling)
- 1975: Untersuchung der Freiräume der Altstadt Spandau, Freiraumkonzept für die Sanierungsplanung (mit Jürgen Dirk Zilling)
- 1980/81: Braunschweig, Westpark
- 1982/83: Gleisdreieck, Berlin
- 1990: Oldenburg, Küstenkanal (mit Wilhelm Wortmann)
- 1987–1992: Siemens Berlin, Industriepark an der Spree
- 1991–1993: Grünstrukturplan Hannover, Vahrenwald-List
- 1993–1995: Wolfsburg-Nordsteimke, Strukturplanung und Grünordnungsplan
- 2000: Großburgwedel, Grünordnungskonzept

### Außenräume/Wohnumwelt
- 1972: Terrassenbebauung Am Rupenhorn, Berlin-Charlottenburg
- 1972: Kinderheim und Spielgelände im Evangelischen Johannesstift, Berlin-Spandau
- 1970–1973: Wohnsiedlung, Berlin-Neukölln
- 1972/73: Jugendhof, Berlin-Zehlendorf
- 1983: Gartenstadt Düppel in Berlin-Nikolassee
- 1985: Wohnen im Evangelischen Johannesstift, Berlin-Spandau
- 1986–1990: Altenwohnanlage, Salzgitter
- 1995/96: Wohnquartier, 1. Bauabschnitt, Neugraben-Fischbek, Hamburg

### Öffentliche Grünräume
- 1983: Bismarckplatz Heidelberg (mit Herbert Lindinger)
- 1996–2002: Neuer Stadtpark, Celle
- 1995–1999: Uferräume des Mittellandkanals in Hannover
- 1997–2000: Spiel- und Sportpark am Kronsberg in Hannover
- 1999/2000: Allergologischer Kommunikationspark in Bad Lippspringe

### Kulturbauten
- 1972/73: Staatsbibliothek der Stiftung Preußischer Kulturbesitz in Berlin-Tiergarten (mit bzw. in Nachfolge von Hermann Mattern)
- 1973: Staatliches Institut für Musikforschung (SIM) und Instrumentenmuseum in Berlin-Tiergarten
- 1973/74: Kongresszentrum (ICC) Berlin, Dachgarten
- 1976–1980: Villa von der Heydt, Sitz der Stiftung Preußischer Kulturbesitz in Berlin-Tiergarten
- 1981/82: Bildungsstätte der IG Metall in Berlin-Pichelssee
- 1983: Kammermusiksaal an der Berliner Philharmonie
- 1988–1990: Tagungszentrum Messe, Hannover
- 1987–1996: Museen Stiftung Preußischer Kulturbesitz, Berlin
- 1996: Kloster St. Marienthal, Klosterhof

### Schulbauten
- 1968–1972: Tagesheimgymnasium, Osterburken
- 1972: German International School Washington D.C., USA, Außenanlagen mit Kletter- und Spielgeräten
- 1972/73: Gesamtoberschule, Berlin-Kreuzberg (heute: Carl-von-Ossietzky-Gemeinschaftsschule)
- 1974/75: Gesamtschule, Herten/Westfalen
- 1976–1979: Oberstufenzentrum, Berlin-Tempelhof
- 1995–1996: Schulzentrum, Weyhe (Wettbewerb 1993)
- 1997–1999: Landessportschule Niedersachsen, Hannover

### Hochschulbauten
- 1979/80: Universität Osnabrück, Botanisches Freigelände
- 1975–1982: Technische Universität Berlin, Außenanlagen der Institute für Mathematik, Physik und Elektrotechnik
- 1992–2000: Außenanlagen mit Wasserbecken der Fachhochschule, Hildesheim
- 1993–1997: Fachbereich Chemie, Universität Hannover
- 1995–2000: Forschungsinstitut Unterwassertechnikum, Universität Hannover
- 2007–2009: Umgebungsgestaltung der vom Büro Struhk Architekten errichteten Landesmusikakademie Niedersachsen, Wolfenbüttel

### Sportstätten
- 1978: Stadion Berlin-Haselhorst, Außenanlagen
- 1981: Sport- und Freizeitzentrum, Soest

### Krankenhäuser
- 1976–1980: Oskar-Helene-Heim in Berlin, 1. Sanierungsbaustufe
- 1976–1980: Krankenhausneubau im Evangelischen Johannesstift, Berlin-Spandau

### Verwaltungsbauten
- 1984/85: Oberlandesgericht Celle
- 1991–1994: Trigon Verwaltungsgebäude, Berlin
- 1996–1999: Rathaus, Cloppenburg
- 1998–2001: Neubau der Norddeutschen Landesbank, Hannover

### Industrie- und Gewerbebauten
- 1984: Schering-AG-Zentrale Verpackung und Versorgung, Berlin
- 1988: Siemens-Gartenfeld, Berlin-Spandau
- 1992–1995: Verwaltungs- und Fertigungskomplex von Siemens in Berlin-Treptow
- 1997–2000: Datenverarbeitungsgesellschaft der niedersächsischen Sparkassenorganisation mbH (später Finanz Informatik), Temporärer Park und Außenräume am Verwaltungsneubau in Hannover-Kronsberg (früheres IBM-Gelände)
- 1999/2000: Betriebsgelände Sennheiser in Wennebostel
- 1993–2000: Grünbereiche des von Ackermann und Partner errichten Hauptpumpwerks der Berliner Wasserbetriebe in Berlin-Wilmersdorf

## Auszeichnungen
Neben zahlreichen Preisen bei Ideen- und Realisierungswettbewerben:
- 2003: Friedrich-Ludwig-von-Sckell-Ehrenring für Landschaftsarchitektur der Bayerischen Akademie der Schönen Künste, München
- 2018: Peter-Joseph-Lenné-Medaille der Lenné-Akademie für Gartenbau und Gartenkultur e. V.

## Mitgliedschaften und Jurytätigkeiten
Günter Nagel trat 1972 dem Kuratorium der 1965 gegründeten Karl-Foerster-Stiftung für Angewandte Vegetationskunde bei und war von 1976 bis 1986 dessen Vorsitzender. 1976 wurde er Mitglied der Deutschen Gesellschaft für Gartenkunst und Landespflege e. V. und 1978 der Architektenkammer Niedersachsen. Weitere Mitgliedschaften ergaben sich in den 1980er Jahren: Mitglied des Kuratoriums der Fritz-Schumacher-Stiftung (1981), Mitglied der Deutschen Akademie für Städtebau und Landesplanung (1982), Mitglied der West-Berliner Akademie der Künste (1982), Mitglied des Deutschen Werkbundes (1984), Mitglied der Architektenkammer Berlin (1985) und Mitglied des wissenschaftlichen Beirats des Instituts für Entwicklungsplanung und Strukturforschung Hannover (1989), später, nach dem Beitritt der DDR zur Bundesrepublik Deutschland, noch Mitglied des wissenschaftlichen Beirats des aus dem Leipziger Institut für Städtebau und Architektur hervorgegangenen Leibniz-Instituts für Regionalentwicklung und Strukturplanung (1992).
1986 wurde er zum Stellvertretenden Direktor der Sektion Baukunst der Akademie der Künste gewählt und übte diese Funktion auch nach der Vereinigung der West- mit der Ost-Akademie aus. Schließlich bekleidete er von 1997 bis 2006 das Ehrenamt des Direktors der Sektion.
Als Mitglied des Kuratoriums der Stiftung Internationales Begegnungszentrum St. Marienthal an der deutsch-polnischen Grenze, der ältesten Zisterzienserinnen-Abtei in Deutschland, gehörten die Entwicklung der Klosteranlage und ihrer Umgebung sowie Konzeption und Ausführung eines „Gartens der Bibelpflanzen“ zu seinem Beitrag.
Von 1992 bis 2000 wirkte Nagel als Fachgutachter der Deutschen Forschungsgemeinschaft. Gutachten wie Baumgutachten gehörten auch zu seinem üblichen Arbeitsfeld.
2001 war er Mitbegründer des Zentrums für Gartenkunst und Landschaftsarchitektur (CGL) der Universität Hannover.
Er saß in Jurys von städtebaulichen Wettbewerben, aber auch zum Beispiel in der Jury des Ausstellungswettbewerbs „da! Architektur in und aus Berlin 2005“ der Architektenkammer Berlin. Darüber hinaus war er Teil des Jury-Findungsgremiums für den Lenné-Preis und diesbezüglich selbst Juror.

## Schriften

### Bücher und Buchbeiträge (Auswahl)
- als Projektleiter beteiligt an: Landschaftsbauplanung Marl. Aufgabe, Bestandsaufnahme, Planung. Anhang: Grünbebauungspläne und Auszüge aus Diplom- und Studienarbeiten. Institut für Landschaftsbau und Gartenkunst der Technischen Universität Berlin (Hrsg.). Patzer Verlag, Hannover/Berlin/Sarstedt 1967.
- Gärten in Cornwall. Ein Beitrag zur Typologie des Landschaftsgartens. In: Beiträge zur Problematik der Beziehungen zwischen Freiraum und Bauwerk. Festschrift Herta Hammerbacher, der Garten- und Landschaftsarchitektin und Hochschullehrerin zum 75. Geburtstag. Herausgegeben von Axel Jacobshagen, Karin Sommer-Kempf. Universitätsbibliothek der Technischen Universität Berlin, Berlin 1975, ISBN 3-7983-0543-9.
- zusammen mit Jürgen Dirk Zilling: Freiräume in Berlin-Kreuzberg. Bestand, Analyse, Konzept. Der Senator für Bau- und Wohnungswesen, Berlin, in Zusammenarbeit mit dem Bezirksamt Kreuzberg von Berlin, Abt. Bauwesen, Stadtplanungsamt (Hrsg.). Bau- und Wohnungswesen, Berlin 1979.
- zusammen mit Hermann Kokenge: Grünfunktionen im Hamburger Hafen. Veröffentlichung des Instituts für Grünplanung und Gartenarchitektur und der Freien und Hansestadt Hamburg – Behörde für Wirtschaft, Verkehr und Landwirtschaft, Strom- und Hafenbau. Universität Hannover, Hannover 1982.
  - Band 1: Ordnung der Freiraumfunktionen. Konzepte zur Freiraumplanung.
  - Band 2: Analyse und Eignungsbewertung der Freiraumfunktionen.
- zusammen mit Ursula Kellner: Auswirkungen von Wohnbereichsstraßen auf die Freiflächenversorgung (= Beiträge zur räumlichen Planung; Band 2). Institut für Grünplanung und Gartenarchitektur, Hannover 1982, ISBN 3-923517-00-9.
- zusammen mit Friedrich Spengelin, Hans Luz: Wohnen in den Städten? (Bauen in der Landschaft.) Stadtgestalt, Stadtstruktur, Bauform, Wohnform, Wohnumfeld. (Landzerstörung, Landeskultur.) Druckhaus E. A. Quensen, Lamspringe 1984, ISBN 3-922805-11-6.
- zusammen mit Ursula Kellner: Qualitätskriterien für die Nutzung öffentlicher Freiräume (= Beiträge zur räumlichen Planung; Band 16). Institut für Grünplanung und Gartenarchitektur, Hannover 1982, ISBN 3-923517-08-4.
- Natur als Kunst. Landschaftsbau und Gartenarchitektur. In: Von Laves bis heute. Über staatliche Baukultur. 1814–1988. Herausgegeben von der Stiftung Niedersachsen unter Leitung von Günter Krawinkel. Vieweg, Braunschweig/Wiesbaden 1988, ISBN 3-528-08736-6.
- Grünsystem und Spielraum Stadt (= Beiträge zur räumlichen Planung; Band 29). Institut für Grünplanung und Gartenarchitektur, Hannover 1982, ISBN 3-923285-24-8.
- Landschaftsraum Stadt. In: Städtebau. Jahrbuch 1992/93. Deutsche Akademie für Städtebau und Landesplanung (Hrsg.). Edition StadtBauKunst, Berlin/Hamburg 1992.
- Stadt in der Landschaft – Häuser in den Gärten und Die Landschaft – Naturraum und Kulturlandschaft. In: Werder an der Havel. Vor-Ort-Seminar in Werder an der Havel. 6.–12. Juni 1995. Dokumentation. Redaktion: Günter Nagel, Detlef Karg, Michael Kraus. Akademie der Künste, Abteilung Baukunst, Berlin 1995, ISBN 3-88331-999-6, S. 6 f und 8 f.
- zusammen mit Sigrid Pietzsch, Dirk Scholz, U. Wolf: Das Kloster St. Marienthal und die Stadt Ostritz. Konzept zur Entwicklung der Kulturlandschaft (= Schriften des Internationalen Begegnungszentrums St. Marienthal; Band 3). Im Auftrag der Stiftung Internationales Begegnungszentrum St. Marienthal herausgegeben von Clemens Geißler, Hannover. Stiftung Internationales Begegnungszentrum St. Marienthal, Ostritz 1997, ISBN 3-933057-02-7.
- Stadtlandschaft – Gliederungsprinzip in der Agglomeration. In: Nachhaltigkeit im Städtebau. Niedersächsisches Ministerium für Frauen, Arbeit und Soziales, Hannover 2000.
- mehrere Textbeiträge in: Perspektiven der Baukunst. Form und Deformationen. Treffen der Baukunstabteilungen der Akademien der Künste in Deutschland. 29. Oktober – 1. November 2005, Akademie der Künste, Berlin, Pariser Platz 4 (= Anmerkungen zur Zeit; 38). Herausgegeben von der Akademie der Künste, Berlin. Akademie der Künste, Berlin 2006, ISBN 978-3-88331-106-7.

### Zeitschriftenbeiträge (Auswahl)
- zusammen mit Jürgen Dirk Zilling: Erholung in Berlin. In: Garten + Landschaft, Heft 3/1973.
- Die Bedeutung des Grüns für die Lebensqualität des Menschen im städtischen Bereich – Park, Platz, Straße. In: Gemeinde – Stadt – Land, Heft 4/1979.
- Ein Generalgrünplan für Neustadt am Rübenberge. In. Garten + Landschaft, Heft 9/1988.
- Neue Wohnlandschaften – wohnungsnahes Grün. In: Landschaftsarchitektur, Heft 1/1993.
- zusammen mit J. Bauer: Pflege- und Entwicklungskonzept Äußerer Grüngürtel Köln (Süd). In: Das Gartenamt, Heft 4/1993.
- Positionen zeitgenössischer Landschaftsarchitektur. Zuerst in: Die Gartenkunst, Heft 1/1997, S. 119–129. (Auch Sonderdruck, Wernersche Verlagsgesellschaft Worms 1997.)
- Standpunkte heutiger Landschaftsarchitektur. In: Garten + Landschaft, Heft 12/2000.